# Боровской, Николай Иванович
Николай Иванович Боровской (род. 1 августа 1946 года, с. Песчанка, Красноградский район, Харьковская область УССР, СССР) — советский и российский художник, академик Российской академии художеств (2010). Народный художник Российской Федерации (2004). Народный художник Чеченской Республики (2016).

## Биография
Родился 1 августа 1946 года в селе Песчанка Красноградского района Харьковской области.
В 1971 году — окончил Крымское художественное училище имени Н. С. Самокиша, в 1979 году — факультет монументальной живописи Московского государственного художественного института имени В. И. Сурикова.
С 1982 года — член Союза художников СССР.
С 1985 по 1993 годы — ведущий художник-эксперт Министерства культуры РСФСР, член государственной художественно-экспертной коллегии Министерства культуры РСФСР.
С 2000 года — профессор МГAХИ имени В. И. Сурикова.
В 2010 году — избран академиком Российской академии художеств от Отделения живописи, член Президиума РАХ.
Руководитель студии художников ФПС РФ (Федеральной Пограничной службы, бывшая студия имени В. И. Соколова-Скаля)
С 1993 года — первый секретарь Союза художников России.

## Творческая деятельность

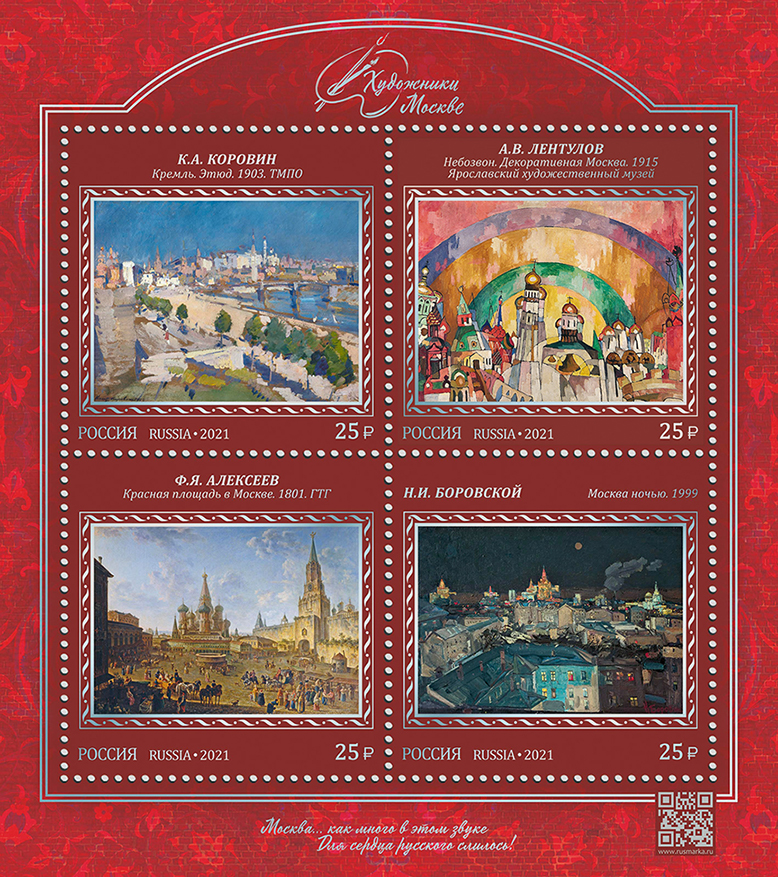
Квартблок

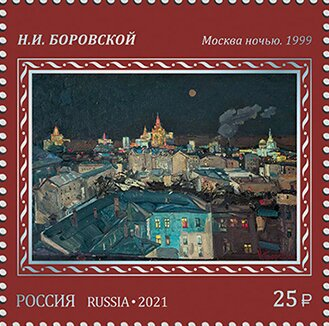
Марка, 2021 год

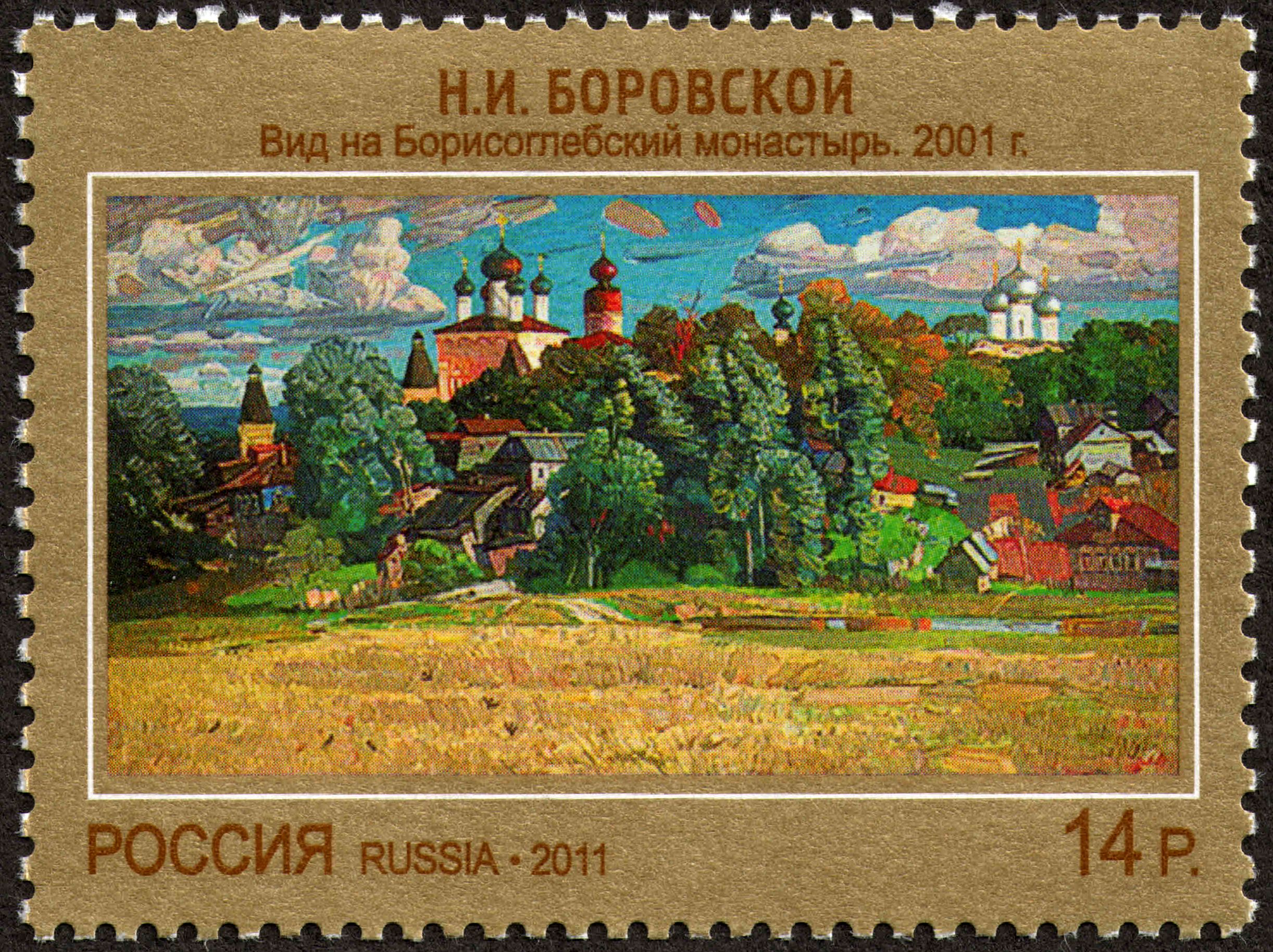
Марка, 2011 год

Основные произведения: «Вид на Борисоглебский монастырь» (2004—2005), «Старина» (2005), «Русское поле» (2006), «Москва в снегу» (2007), «Родные просторы» (2008), «Старая яблоня» (2008), «Автопортрет» (2009), «Москва ночью» (2009), «Ветеран ВОВ» (2009), «Наташа» (2010), «Лето в деревне» (2010), «На отдыхе» (2010), «Первый снег» (2010).
Произведения представлены в крупнейших музеях России, во многих корпоративных и частных собраниях России и за рубежом.
В 2011 году Почтой России в серии «Современное искусство России» была выпущена марка, на которой изображена картина «Вид на Борисоглебский монастырь».
В 2021 году Почтой России был выпущен квартблок, частью которого была марка, на которой изображена картина «Москва ночью».

## Награды
- Орден Почёта (29 апреля 2019 года) — за большой вклад в развитие отечественной культуры и искусства, многолетнюю плодотворную деятельность[2]
- Орден Дружбы (20 мая 2013 года) — за большие заслуги в развитии отечественной культуры и искусства, многолетнюю плодотворную деятельность[3]
- Народный художник Российской Федерации (10 марта 2004 года) — за большие заслуги в области искусства[4]
- Заслуженный деятель искусств Российской Федерации (30 августа 1996 года) — за заслуги в области искусства[5]
- Народный художник Чеченской Республики (18 августа 2016 года) — за заслуги в развитии искусства, многолетнюю творческую деятельность, получившую признание и широкую известность в Чеченской Республике[6];
- Премия Правительства Российской Федерации в области культуры (совместно с В. О. Умарсултановым, за 2012 год) — за создание музейной коллекции произведений российских художников для Мемориального комплекса славы имени А. А. Кадырова[7]
- Золотая медаль РАХ (2016)
- Премия города Москвы 2015 года в области литературы и искусства (3 августа 2015) - за цикл работ, посвященных Москве и москвичам